# Трн (град)
Трн (буг. Трън) град је у Републици Бугарској, у крајње западном делу земље, седиште истоимене општине Трн у оквиру Перничке области.
Трн се налази на самој граници са Србијом, а близу града се налази и гранични прелаз Стрезимировци.

## Географија
Положај: Трн се налази у крајње западном делу Бугарске, на самој граници са Србијом — 4 km северно од града. Од престонице Софије град је удаљен 70 km западно, а од обласног средишта, Перника град је удаљен 30 km западно.
Рељеф: Област Трна се налази у области Знепоље. Дата област обухвата средњи део тока реке Јерме. Град се сместио у невеликој долини дате реке, а око се издижу планине, од којих је најважнија Руј-планина. Сам град је на готово 800 m надморске висине.
Клима: Због знатне надморске висине клима у Трну је оштрији облик континенталне климе са планинским утицајима.
Воде: Кроз Трн протиче река Јерма средњим делом свог тока.

## Историја
Област Трна је првобитно било насељено Трачанима, а после њих овом облашћу владају стари Рим и Византија. Јужни Словени ово подручје насељавају у 7. веку. Од 9. века до 1373. године област је била у саставу средњовековне Бугарске.
Крајем 14. века област Трна је пала под власт Османлија.
Касније је Трном накратко владао српски деспот Стефан Лазаревић.

## Срби у Трну
Држава Србија је 1850. године развила своју интензивну пропаганду у пределима који су били под турском окупацијом. Интересе српске заступао је као "начелник" организације у Трнском пределу, учитељ Јенча Тодоровић из села Лесковца код Трна.
У Трну је постојала српска мушка народна школа између 1867-1879. године. У градићу и његовом окружењу је било у другој половини 19. века много писмених људи Срба, који раде као учитељи у широј околини. У српским школама пиротског краја радили су тако: Тонча Поповић (брат чувеног Трнчанина поп Глигорија), Ђура Николић, Јован Здравковић (из Стрелца), Илија-Лилко Станковић, Петар Поповић (из Јарловца), Зарко Милошевић, Ђура Јовановић, Цона Данчуловић (из Зелен града) и други. Поменути Ђура је након десет година службовања у Пироту, отишао у родни Трн. Тамо је узет за црквеног појца и црквењака. Најистакнутији међу учитељима био је Цона Данчуловић (који се још називао Танчић и Станковић). Био је родом из Зеленог града (код Трна) и нарочито окренут Србији, одакле је преносио српске књиге и народне песме. Био је вешт толико да је кожом увезивао црквене књиге. Радио је по неколико година у Стрелцу, Црвеној Јабуци и Горњем Боњинцу.
Током Источне кризе (1875—1878) Срби у Трну и околини су били веома активни, и у ратничком и у политичком погледу. Становништво Трнског среза њих 2.000 предвођени једним официром Србином сами су ослободили од Турака тај простор. По српском "Закону о уређењу заузетих територија" успостављена је српска власт у тим местима. Године 1877. и 1878. су нарочито бурне, јер Срби у Трну и околини не желе да припадну под Бугарску. Сматрали су да су жртвовани због руских империјалистичких циљева на Балкану, које су намеравали да постигну са Бугарима. Кроз "Велику Бугарску" (која је била као једна од руских "губернија") Руси би се сасвим приближили Цариграду, и остварили изузетне стратешке позиције. Срби у пограничним местима нове државе нису се мирили са ситуацијом и слали су изјаве и петиције, да допру до шире јавности. Године 1878, уручена је "Адреса" (поздравно писмо) од стране свечане депутације кнезу српском Милану Обреновић. Она почиње речима: Премилостиви избавитељу! Трн варош и сва његова Знепољска нахија у велику моћ славе Господа Бога и величају Пресветло име Твоје, за своје избављење... Ми смо данас под Твојим именом сасвим срећни. Општине састављене, кметови и одборници свуд изабрани и потврђени, а Премилостиво подарени закон прочитан... Именом Свемогућа Бога заклињемо се на покорност ове подарене благодети нама... У Трну, 5. фебруара 1878. године, следе потписи (55), међу којима: председник Среског суда Аранђел Спасојевић, кметови Тико Пајов и Анастас Бошковић, свештеници прота Јован, Никола Јовић, Хаџи Михаил Николић, одборници, затим представници околних општина: Бапска, кмет Гига Трифуновић; Изворска, Раде Китановић; Насаревска, Никола Поп Марковић; Јароловска, Момчил Хаџи Милошевић; Зеленоградска, Андол Забел; Рејановска, Милош Богдановић; Клисурска, кмет Милан Станојевић. Када су другу изјаву, потписали и послали српском краљу Милану 12. марта 1878. године, бугарски агенти су их пријавили руској Врховној команди у Софији. Наводно су сви потписници били силом натерани да је потпишу. На врху списка су највиђенији људи тог краја: Аранђел Станојевић "трнски и знепољски председник", прота поп Јован и још десетак попова и укупно 135 лица. Када је та петиција била доведена у питање, опет су Срби са бугарске стране границе саставили трећу јавну изјаву, потписану 20. марта 1878. године у Трну, да би то демантовали. Њихов мотив је био да су они одвојени од своје матице државе Србије. Становници Трна и Знепоља су годишње вадили по 7-8.000 путних исправа да би "прелазили браћи у Србију". Сметала им је новоуспостављена граница, јер су они били "чисти и прави стари Срби". Опет су се потписали бројни потписници (100) из тих места (17), на челу са председником општинског суда у Трну, Аранђелом Станковићем, протом поп Јованом и 10 кметова. Четврти "поздрав" је уследио после празника Цвети, 18. априла 1878. године са потписима трнских првака: председник општинског суда Никола Станојевић, чланови - Анастас Бошков и Мита Ћоровић, одборници Гига Јејић и Станоје Хранисављевић, браћа свештеници - поп Михаило Николовић, поп Јован Вучо, поп Григорија, поп Стојановић, поп Јован, прота Тојча Јоцић, и грађани Јованча Раденковић, Златко Гонсић, Јован Горнић и Димитрије Јокић. Аранђел Станојевић је требало да буде у српској делегацији, спремљеној за руску престоницу Петроград средином априла 1878. године. Заједно са Митом Костићем из Пирота и Димитријем Јовановићем из Врања, поднео би руском владару, молбе и доказе, да та места треба да припадну Србији, а не Бугарској. И по завршетку по њих несрећног Берлинског конгреса Срби становници Трнског среза не престају да протестују. Три пута су се током лета 1878. године са молбом обраћали енглеској краљици Викторији: 16/28. јул 1878, 30. јул/11. август и трећи пут (без датума). У писму владарки Велике Британије (државе која је одлучно била против тих Срба) тврдили су да су одлуке конгреса супротне жељи већине становника и националном карактеру њиховог краја. Аранђел Станојевић и други становници подсетили су писмом 12/24. јула 1878. године вицеконзула Лајонела Маршала да су му приликом његове посете Трну рекли да су прави Срби и да желе уједињење са Србијом. Британски конзул Хјуберт Џернингам је признао 25. јула/6. августа 1878. године Станојевићу да је погрешно схватио Маршалов извештај и тако га пренео државном секретару Солзберију, кога ће обавестити о том случају. Губитак Трна и истоименог среза за столом у Берлину био је велика несрећа за све Србе, а нарочито оне у Бугарској. Место које су Срби ослободили, у којем су доминирали Срби а што је доказано много пута, и што су утврдили чланови међународних комисија, било је неповратно изгубљено - жртвовано. Узалуд су српски представници тражили организовање гласања у Трнском срезу, када би се показала још једном српска већина. Аустријски опуномоћеник је по питању Трна изјавио на Берлинском конгресу: Две тачке, Пирот и Трн, треба да припадну Србији, јер у њима живи српско становништво. А руски опуномоћеници су били на супротној позицији, сматрајући да су та два места у ствари бугарски центри. Рус гроф Петар Шувалов је неумољив; одбацио је српска писма и петиције Трнчана. И управо је Шувалов пресудио Србима, предлажући касније компромис: тражи да се Трн припоји провинцији Бугарској, а град Пирот препушта Србији. Берлински конгрес са председавајућим Бизмарком се сложио. По српском министру иностраних послова Јовану Ристићу, ако је за утеху, произилази да није све изгубљено тада: Половина Трнског среза је спасена.

### Након Берлинског конгреса
За време Турака живео је у Трну, у свом родном месту Србин, поп Глигорије Поповић. Тај српски патриота је у младости био кафеџија у Свилајнцу, па трговао по Србији. Када се смирио, запопио се и добио парохију у Трну. Он је доносио српске књиге и јачао речју и делом српске осећаје својих парохијана. Због бујне неустрашиве природе звали су га "поп јунак", а Бугари су га прозвали "луди поп Глигорије". Његов брат Тонче Поповић (бивши учитељ) је у Трну држао у то време кафану. Поп Глигорије је чинио све да приликом разграничења остане Трн у Србији, али није успео у намери. Његове подвиге је чуо 1896. године у свом путопису описао српски научник Тихомир Ђорђевић.
Трн је 1896. године био сиромашна паланка, без калдрме, а Суд и Окружно начелство су биле једине јавне зграде вредне помена. Дуж вароши је било поређано у низу неколико кафана и дућана. Државна троразредна нижа гимназија радила је тада. У тој двоспратној згради на пијаци, била је и четвороразредна основна школа. Пред школом је био споменик палим официрима у српско-бугарском рату - писало је на плочи "братоубиственим". Трн је имао у то доба и државну Грнчарску школу. У граду су тада биле две православне цркве, а ван насеља на једној стени била је "Испосница Св. Петке". Православне цркве су биле, старија посвећена Св. Николи и новија, посвећена Св. Петки. Цркву Св. Петке је 1825. године обновио Србин, деда Мисаил Цветковић Бајкуш, архимандрит манастира Св. Богородице код Трна. Старац је утрошио својих 130.000 гроша уз остале прилоге тамошњих чорбаџија. Поред те друге цркве, ван варошице на брегу је мала пећина, поменута "испосница". Постоје врата на њеном улазу, ту су три иконе и три земљана суда у коју капље лековита вода са таванице. Ту је наводно живела светитељка Св. Петка дванаест година.
Град су у Другом српско-турском рату ослободили српски добровољци. Али према Санстефанском и Берлинском споразуму, град је, након годину дана српске управе, 1879. године постао део савремене бугарске државе. Насеље постоје убрзо средиште окупљања за села у околини, са више јавних установа и трговиштем.
Градом је накратко владала српска војска у Српско-бугарском рату 1885., те је успостављена и привремена управа, но град су убрзо повратиле бугарске трупе.
Пописано је 1894. године у Трну 3662 становника.
После победе Србије над Бугарском у Првог светског рата, Нејским миром 1919. године области западно и северно од Трна су припале Србији, па је Трн постао погранично место на самом западу Бугарске. Овакав положај допринео је стагнацији насеља током већег дела 20. века.

## Становништво
По проценама из 2007. године. Трн је имао око 2.600 ст. Огромна већина градског становништва су етнички Бугари. Остатак су махом Роми. Последњих деценија град губи становништво због удаљености од главних токова развоја у земљи.
Претежан вероисповест месног становништва је православна. Овде се налази Трнски манастир у коме је, према предању, замонашен први српски патријарх Јоаникије.
Крсна слава Трна је Света Петка, 14. октобра по грегоријанском календару. На овај дан се врши литургија, шопски обичај курбан, као и разна културно-уметничка дешавања. Овај дан је истовремено и дан града.

## Знаменити Срби из Трна и околине
- Григорије Србин — први нишки митрополит после укидања Пећке патријаршије под Турцима. Рођен је у селу Кожинци у трнском округу.[12]
- Мисаил Цветковић Бајкуш — српски црквени великодостојник, први учитељ младог Петра II Петровића Његоша
- Аранђел Станојевић-Трнски — коџобаша Трнске казе (начелник среза Трн), политички вођа Срба у Знепољу у време ослобађања од Турака
- Сима Соколовић — српски официр, вођа Шопског устанка и политички вођа Срба у Трну након што је додељен Кнежевини Бугарској
- Глигорије Поповић, свештеник у Трну и национални радник (умро око 1885. године)[10]

## Галерија
- Здање суда
- Зграда општине Трн
- Капела свете Петке
- Клисура Јерме код Трна